# Wolfgang Widmaier
Wolfgang Widmaier (* 2. November 1926 in Sigmaringen; † 13. April 2013 ebenda) war ein  deutscher Hochschullehrer und Komponist. 1972–1984 wirkte er als Prorektor und Rektor der Hochschule für Musik Karlsruhe.

## Leben
Wolfgang Widmaier war der jüngste Sohn des Studienrats und Schriftstellers Karl Widmaier und der Klavierlehrerin Elisabeth Widmaier geb. Buchholz, die nach dem frühen Tod des Ehemannes als selbständige Französischlehrerin arbeitete. Widmaier wuchs in Hechingen und Sigmaringen auf, wo er Volksschule und Gymnasium besuchte. Seine wichtigsten Mentoren, auch auf musikalischem Gebiet, waren Pater Hariolf Ettensperger vom Kloster Beuron und der Religionslehrer Hubert von Lassaulx. Nach Kriegsdienst und Verwundung legte er 1946 in Sigmaringen das Abitur ab, 1950 und 1953 in Freiburg das Staatsexamen Künstlerisches Lehramt an Gymnasien und das Staatsexamen Musikwissenschaft. 1955 gründete er eine Familie, mit der er nacheinander in Darmstadt, Malchen und Karlsruhe lebte. 1985 starben seine Ehefrau und der älteste von drei Söhnen durch einen Amoktäter. 1990 heiratete er ein zweites Mal und zog in seine Geburtsstadt Sigmaringen zurück.

## Wirken
1953–1967 unterrichtete Widmaier musiktheoretische, musikwissenschaftliche und musikpädagogische Fächer an der Akademie für Tonkunst Darmstadt. 1967–1974 war er Dozent, 1974–1993 Professor für Musiktheorie und Analyse an der Hochschule für Musik Karlsruhe. Er leitete die Abteilungen Schulmusik und Katholische Kirchenmusik und wirkte als Vertrauensdozent der Studierenden und Mitglied des Senats. 1972–1980 amtierte er als Prorektor, 1980–1984 als Rektor. In seine Amtszeit fällt der Beginn des Wiederaufbaus von Schloss Gottesaue. Daneben standen Tätigkeiten als Chorleiter, Organist und Gymnasiallehrer. 1985 wurde er mit dem Bundesverdienstkreuz am Bande, 1987 mit der Goldenen Ehrennadel des Cäcilien-Verbandes geehrt.
Einige von Widmaiers Chorkompositionen sind in Freiburg, Mainz, Rodenkirchen und Paderborn erschienen. Die Textveröffentlichungen umfassen rund 1000 Aufsätze, vor allem Konzertberichte in Tageszeitungen. Die Besprechung dreier Vorträge von John Cage für das Darmstädter Echo ist in der Reihe Musik-Konzepte dokumentiert. Noch kurz vor seinem Tod konnte Wolfgang Widmaier im Staatsarchiv Sigmaringen seine Kindheits- und Jugenderinnerungen Spiel und Ernst vorstellen.

## Veröffentlichungen (Auswahl)
- Die beste Zeit im Jahr. Kleine Kantate für vier Melodieinstrumente, Solostimme und gemischten Chor. Christophorus, Freiburg 1960.
- Die Erde erbebte / Erstanden ist Christus. Leitvers und Motette zur Gabenbereitung am Ostersonntag, Ostermontag und Weißen Sonntag für Solostimme und gemischten Chor. Bischöfliches Institut für Kirchenmusik, Mainz o. J.
- Komm, wir gehn nach Betlehem. Sieben Weihnachtslieder für Frauenchor. Schott, Mainz 1995, ISMN M-001-11147-8.
- Catch as Cage can. Drei Studios in Kranichstein. In: Heinz Klaus Metzger und Rainer Riehn (Hrsg.): Darmstadt-Dokumente I, Sonderband der Reihe Musik-Konzepte, Januar 1999, ISBN 3-88377-487-1, S. 175–177.
- Spiel und Ernst. Meine Lebensgeschichte 1926 bis 1946. Gmeiner, Meßkirch 2012, ISBN 978-3-8392-1409-1.

## Informationsbasis